# Pinheiro Machado (Santa Maria)
Pinheiro Machado és un barri de la ciutat brasilera de Santa Maria, Rio Grande do Sul. El barri està situat al districte de Sede.

## Villas
El barri compta amb les següents villas: Loteamento Bela Vista, Parque Residencial Pinheiro Machado, Parque Residencial Lopes, Pinheiro Machado, Vila Ecologia, Vila Rossi, Vila São Serafim.

## Galeria de fotos

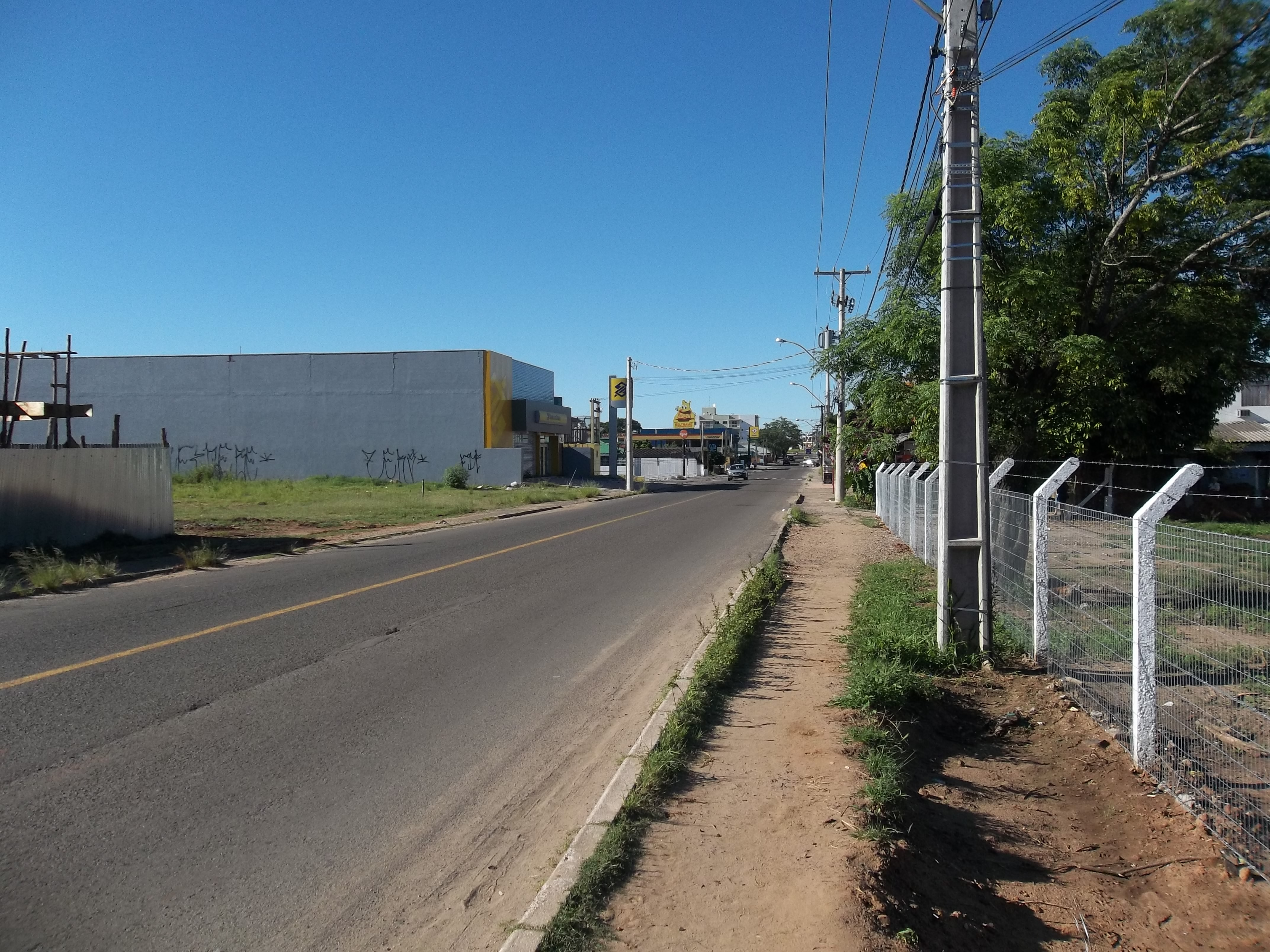

| Agroindustrial           | Juscelino Kubitschek | Juscelino Kubitschek São João   |
| Tancredo Neves           |                      | São João                        |
| Tancredo Neves Boi Morto | Boi Morto            | São João Boi Morto / Renascença |